# 32938 Ivanopaci
32938 Ivanopaci è un asteroide della fascia principale. Scoperto nel 1995, presenta un'orbita caratterizzata da un semiasse maggiore pari a 2,9104542 au e da un'eccentricità di 0,1927451, inclinata di 12,56814° rispetto all'eclittica.
L'asteroide è dedicato all'astronomo amatoriale Ivano Paci.